# Rivolta di luglio
La rivolta di luglio del 1927, sfociata nell'incendio del Palazzo di Giustizia di Vienna (in tedesco rispettivamente Julirevolte e Wiener Justizpalastbrand), fu la grande sommossa scoppiata il 15 luglio 1927 nella capitale austriaca. La rivolta fu innescata dall'assoluzione di tre membri paramilitari nazionalisti per l'omicidio di due membri socialdemocratici del Republikanischer Schutzbund e culminò con le forze di polizia che aprirono il fuoco sulla folla uccidendo 89 manifestanti e con la morte di cinque poliziotti. Più di 600 manifestanti e circa 600 poliziotti rimasero feriti.

## Contesto
Lo scontro fu il risultato del conflitto tra il Partito Socialdemocratico Austriaco e un'alleanza di destra che comprendeva ricchi industriali e la Chiesa cattolica. Nei primi anni '20 in Austria si erano formate molte forze paramilitari, come la nazionalista Frontkämpfervereinigung Deutsch-Österreichs guidata dal colonnello Hermann Hiltl e il socialdemocratico Republikanischer Schutzbund.

## Eventi

### Sparatoria di Schattendorf
Il 30 gennaio 1927 un gruppo della Republikanischer Schutzbund tenne una manifestazione nella città di Schattendorf, nel Burgenland. Dopo la fine della manifestazione, la Frontkämpfervereinigung Deutsch-Österreichs attaccò i membri dello Schutzbund che stavano tornavano alla stazione ferroviaria, ferendone alcuni e uccidendo Matthias Csmarits, un veterano della prima guerra mondiale, e Josef Grössing, un bambino di otto anni.
La sparatoria suscitò notevoli polemiche: ai funerali delle due vittime, il 2 febbraio, parteciparono migliaia di persone e i sindacati proclamarono uno sciopero generale di 15 minuti in tutta l'Austria in occasione dei funerali. Alcuni mesi dopo, il 5 luglio, iniziò a Vienna il processo a tre membri della Frontkämpfervereinigung accusati della sparatoria. Durante il processo i tre, difesi dall'avvocato Walter Riehl, si appellarono alla legittima difesa. Dopo nove giorni, il 14 luglio, la giuria li assolse.

### Sciopero generale
Il “verdetto Schattendorf” portò a uno sciopero generale, con l'obiettivo di far cadere il governo guidato dal cancelliere Partito cristiano-sociale Ignaz Seipel. Le massicce proteste iniziarono la mattina del 15 luglio, quando una folla furiosa cercò di prendere d'assalto l'edificio principale dell'Università di Vienna sulla Ringstrasse. I manifestanti attaccarono e danneggiarono una vicina stazione di polizia e la sede di un giornale prima di dirigersi verso il palazzo del Parlamento austriaco. Respinti dalla polizia, giunsero nel piazzale antistante il Palazzo di Giustizia. Verso mezzogiorno, i manifestanti entrarono nell'edificio rompendo le finestre, poi distrussero l'arredamento e iniziarono a dare fuoco ai fascicoli. Poco dopo, l'edificio andò a fuoco. L'incendio si propagò rapidamente, poiché i vigili del fuoco di Vienna vennero attaccati da diversi dimostranti, a cui tagliarono le manichette, impedendo così di che l'incendio venisse domato fino alle prime ore del mattino.
L'ex (e poi) cancelliere austriaco Johann Schober, all'epoca capo della polizia di Vienna, represse le proteste con la forza. Tentò senza successo di convincere il sindaco socialdemocratico Karl Seitz a invocare l'intervento delle forze armate austriache, ma Seitz respinse la proposta. Schober tentò di convincere il ministro della Difesa del Partito Cristiano Sociale, Carl Vaugoin, a fare lo stesso.
Infine, Schober rifornì le truppe di polizia con fucili dell'esercito e annunciò pubblicamente che i locali sarebbero stati sgomberati con la forza se i vigili del fuoco non avessero potuto lavorare senza ostacoli dopo che Seitz e il consigliere della Schutzbund Theodor Körner avevano tentato di convincere la folla ad arrendersi. La polizia aprì il fuoco e causò la morte di 5 agenti e 89 manifestanti.

## Significato e ricordo

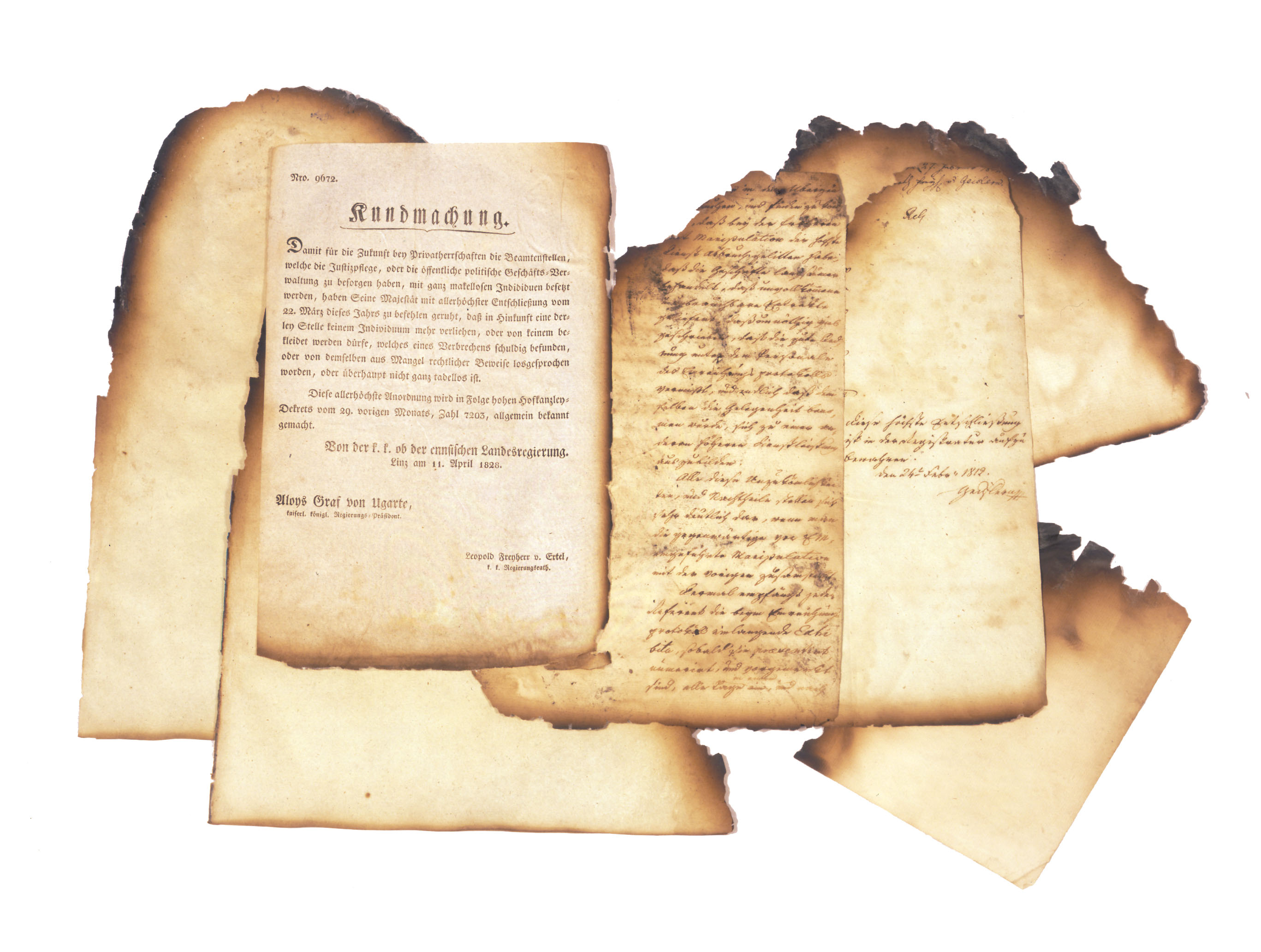
Documenti bruciati

Il filosofo, studioso e commentatore sociale del XX secolo Karl Popper aveva 24 anni e viveva a Vienna durante i disordini. Nella sua autobiografia del 1976, ricordava l’evento come un presagio dell’estremismo: «Cominciai ad aspettarmi il peggio: che i bastioni democratici dell'Europa centrale sarebbero caduti e che una Germania totalitaria avrebbe iniziato un'altra guerra».
Nel Zentralfriedhof di Vienna è stato eretto un monumento in memoria delle vittime. Nel 2007 il presidente Heinz Fischer inaugurò una targa presso il Palazzo di Giustizia. Presso l'Heeresgeschichtliches Museum sono esposti numerosi reperti, tra cui documenti giudiziari danneggiati dal fuoco e uniformi dello Schutzbund e della Frontkämpfervereinigung.